# Clare Hall
Clare Hall è uno dei college che costituiscono l'Università di Cambridge. È un college per gli studi avanzati, riservato a studiosi e studenti laureati.

## Fondazione
Clare Hall è stato fondato nel 1966 dal Clare College (denominato a sua volta "Clare Hall” per più di 500 anni dal 1338 al 1856) come istituto per gli studi avanzati. Ospita studenti già laureati e nel corso dei loro programmi universitari superiori, research fellows che studiano a livello postdottorale, permanent fellows che occupano posti d'insegnamento o di ricerca nell'università, e visiting fellows, ossia studiosi provenienti dalle università di tutto il mondo per svolgere attività di studio e ricerca senza impegni didattici.

## Storia
Il Clare College iniziò ad esplorare l'idea di costituire un nuovo centro per gli studi avanzati nel 1961. L'idea fu sviluppata nel 1962-63 per realizzare una nuova istituzione per gli studenti laureati a Clare ma separata dal college e con un certo grado di autonomia. Dopo varie discussioni, fu accolta la proposta di fondare un istituto per gli studi avanzati che mantenesse relazioni speciali con Clare. Nel 1963 Clare scambiò suoi terreni in Grange Road con alcuni in Hershel Road, in una triangolazione con l'università e il St. John College. Nel 1964 un comunicato stampa di Clare College annunciò l'intenzione di fondare Clare Hall e in novembre vengono nominati i primi visiting fellows. Nel 1966 Clare Hall ha 10 official fellows, 5 research fellows e 3 visiting fellows. Fino al 1969 Clare Hall rimase fisicamente parte di Clare College, acquisendo successivamente edifici propri in Herschel Road poi raddoppiati con l'ala di West Court (1998-2000). Nel settembre 1969 Sir Eric Ashby inaugurò formalmente gli edifici del college che divenne indipendente nel 1984, ricevendo la Royal Charter. Nel 1994 Gillian Beer, professoressa di letteratura inglese alla cattedra King Edward VII, diventa presidente di Clare Hall.

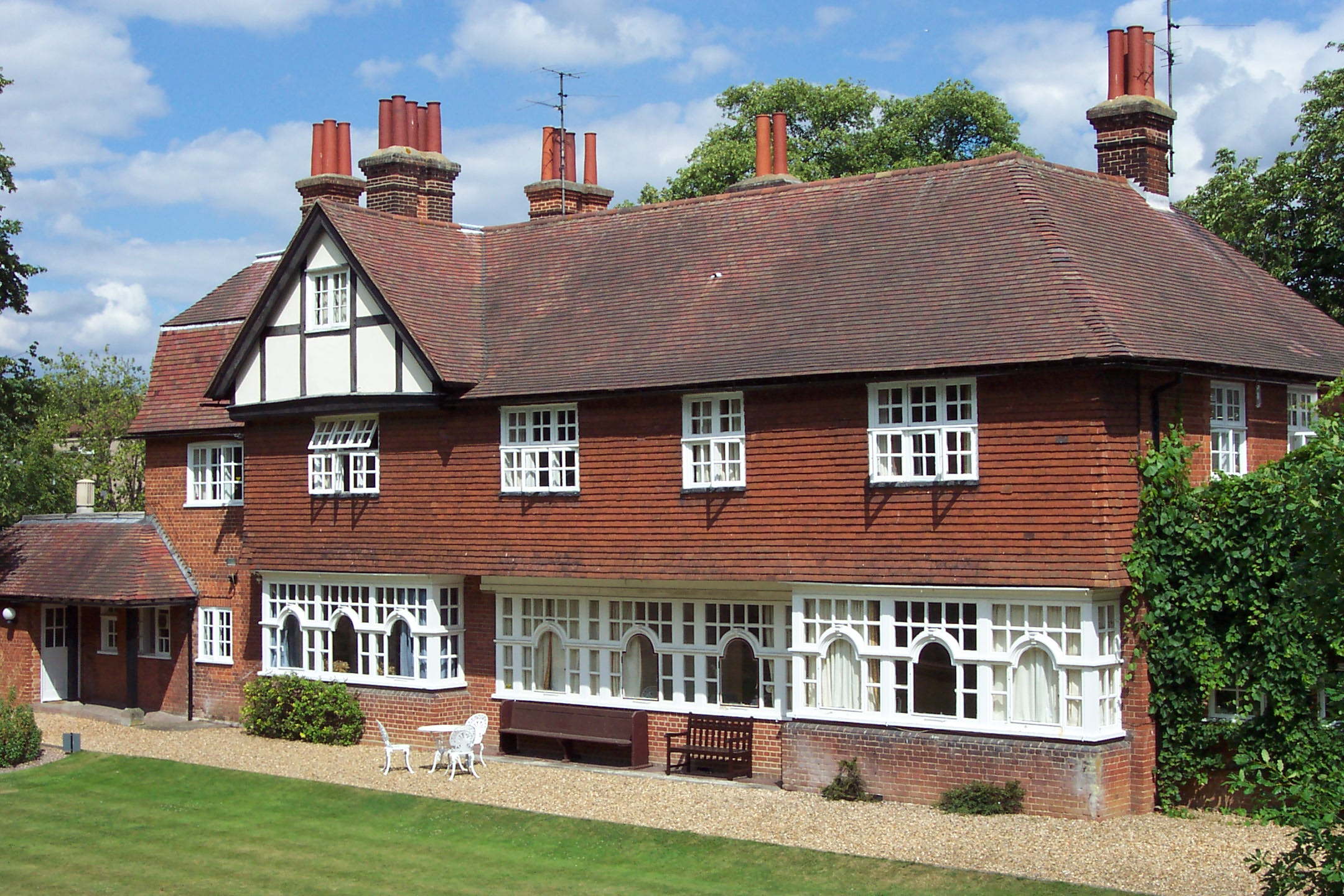
Elmside House, Clare Hall

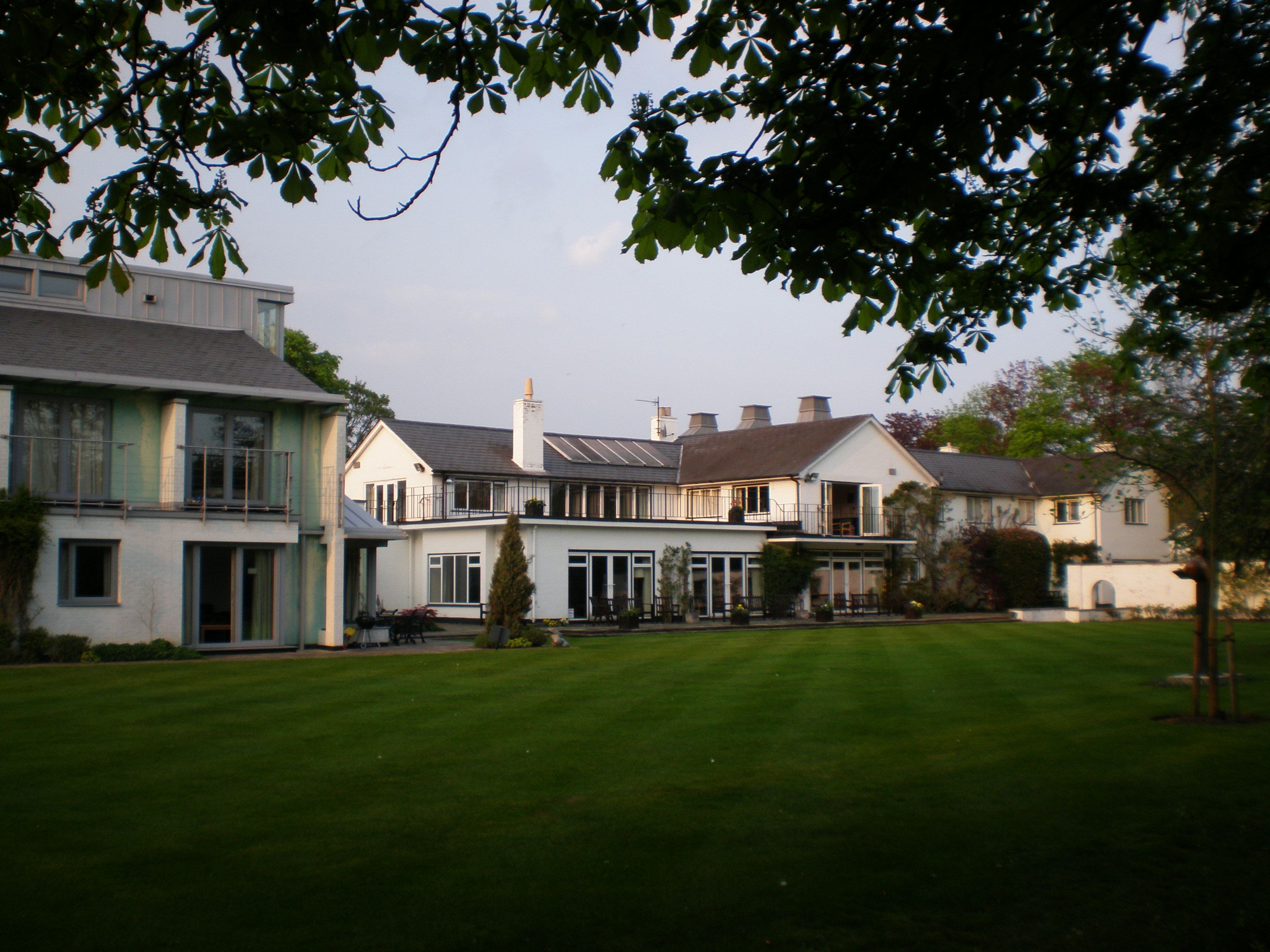
West Court, Clare Hall